# 25988 Janesuh
25988 Janesuh è un asteroide della fascia principale. Scoperto nel 2001, presenta un'orbita caratterizzata da un semiasse maggiore pari a 2,6265283 UA e da un'eccentricità di 0,1817345, inclinata di 4,75358° rispetto all'eclittica.